# Рохини (накшатра)

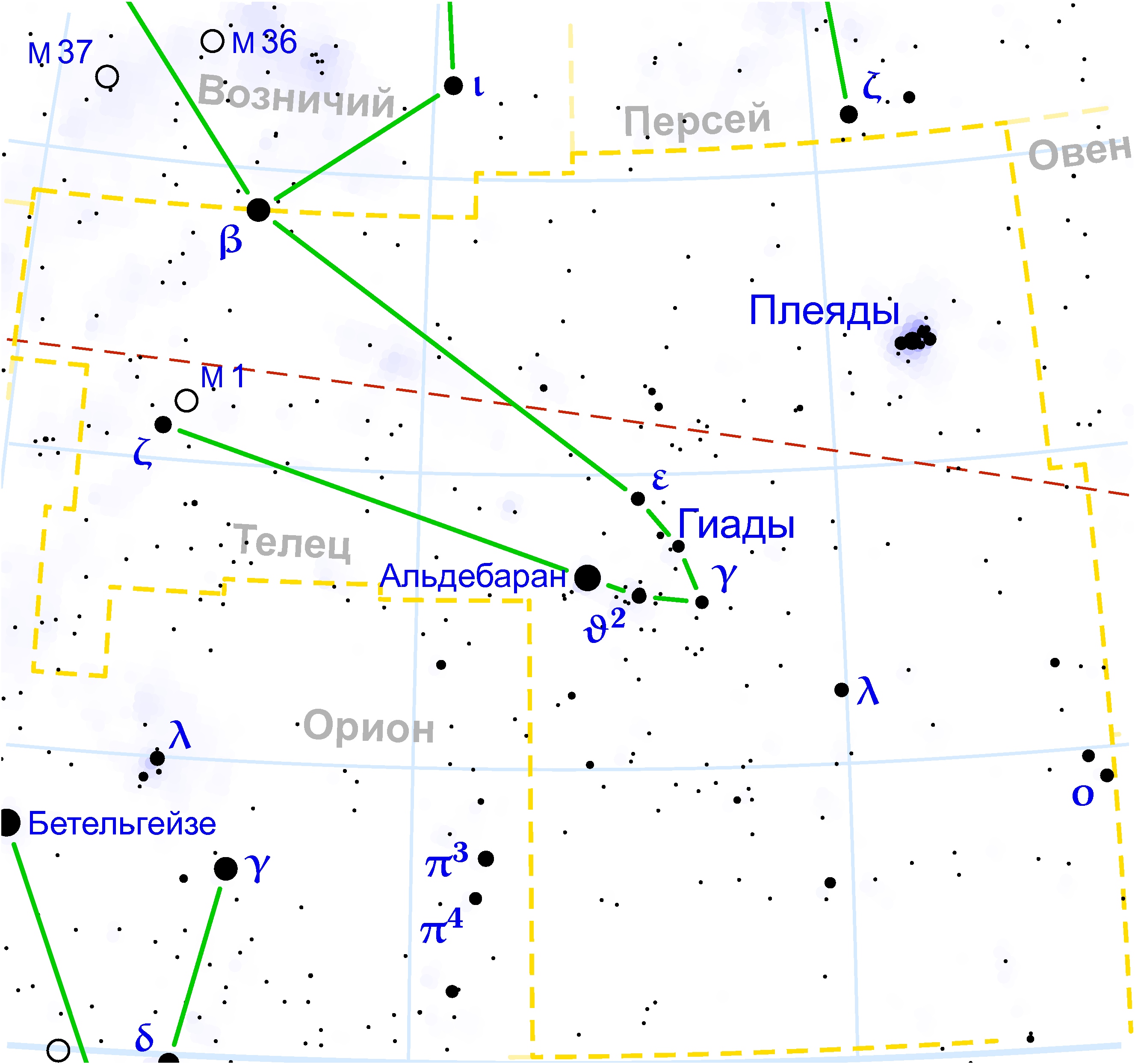
Созвездие Тельца в котором расположена накшатра Рохини

Рохи́ни (санскр. रोहिणी, IAST: Rohinī, «красное», название Альдебарана) — это четвёртая накшатра из классического списка лунного цикла в индуистской астрологии, склонение от +10° 00′ до +23° 20′, соответствует Альдебарану (+16° 30′ 33″) в созвездии Тельца.

## Другие названия
Рохини имеет разные названия в зависимости от языковых, культурных и религиозных традиций:
- Брахми (санскр. ब्राह्मी, IAST: Brāhmī) в древнеиндийских текстах
- на там. ரோகிணி — Rōkiṇi
- на тиб. — Нарма
- на вайли — Snar ma
- на кит. трад. 畢宿[англ.], упр. 毕宿, пиньинь Bì xiù, палл. Би сю, «сачок»

## Описание
В сидерический период обращения Луны (лунный год) это четвёртая стоянка с проекцией на Альдебаран в созвездии Тельца на видимой части звездного неба.
- Управителем[2] этой накшатры является Чандра (Луна)
- Символы[2] — телега или колесница, храм, баньян, ладан, сандал
- Божество[3] — Брахма или Праджапати

В индийском зодиаке данная часть сидерического периода соответствует месяцу Вришабха.
В западном зодиаке соответствует склонению от +6° 00′ до +19° 20′ в созвездии Тельца.

## Традиции
Традиционные индийские имена определяются тем, в какой паде (четверти) накшатры находился Асцендент ASC (Лагна) во время рождения ребёнка. Каждая из накшатр занимает 13° 20′ эклиптики и делится на Па́да (четверти) по 3° 20′. В случае с накшатрой Рохини имя будет начинаться со следующих слогов:
|              | 1-я пада | 2-я пада | 3-я пада | 4-я пада |
| ------------ | -------- | -------- | -------- | -------- |
| Начало имени | ओ О      | वा Ва/Ба  | वी Ви/Би  | वु Ву/Бу  |